# トーマス・クレキヨン
トーマス・クレキヨン （Thomas Crecquillon, 1490年頃 - おそらく1557年）はフランドル楽派の作曲家。出生地は不明だが、おそらくネーデルラントの出身で、たぶんベテュヌに没した。
生い立ちについてはごくわずかなことしか分かっていない。神聖ローマ帝国皇帝カール5世の礼拝堂の歌手だったが、クレキヨンが楽長だったのか、それとも単なる歌手に過ぎなかったのかについては、議論が分かれている。現存する文書が互いに矛盾するためである。後にテルモンド、ベテュヌ、ルーヴァン、ナムアNamur に地位を得た。多くのフランドル楽派の作曲家とは違って、祖国を離れてイタリアやその他のヨーロッパに赴くことはなかったようである。どうやら1557年にベテュヌでペストが大発生すると、その犠牲となって斃れたらしい。
クレキヨンの楽曲は同時代の人々に高く評価されたが、和声進行や旋律のなめらかさは、パレストリーナのポリフォニー様式の成熟を前もって示している。12曲のミサ曲、100曲以上のモテット、ほぼ200曲のシャンソンが遺された。様式的に見ると、クレキヨンはほとんどすべての宗教曲（ミサ曲やモテット）においてむしろジョスカンの流儀によって模倣の楽句を用いており、通模倣や錯綜したポリフォニーに流れがちな同時代の傾向にしたがっている。しかしながらジョスカンとは異なり、劇的な効果のためにテクスチュアを変化させることをせず、よどみなさや首尾一貫性を優先させている。
クレキヨンの世俗のシャンソンは、同時期の作曲家による作品とは違って、通模倣様式を用いているが、それでもなお、軽めの楽曲形式にはよくあるように、（例えば最終フレーズのように）かなりの反復を用いている。模倣が使われているからこそクレキヨンのシャンソンは、カンツォーナのように直接シャンソンから発展した器楽ジャンルにとって、最もすぐれたモデルにすることができたのである。クレキヨンの多くのシャンソンは器楽曲に、とりわけリュート用に編曲された。
ルーヴァンの楽譜出版社ピエール・ファレーズやアントウェルペンのティールマン・スザートは、どの作曲家にもましてクレキヨンの作品を出版している。この事実によって当時のクレキヨンの名声が明らかとなるが、しかしながらこんにちクレキヨン作品は、同時期に活躍した他のフランドル人作曲家のものほど頻繁には録音・演奏されていない。